# Опішнянська сотня
Опішня́нська сотня — козацька сотня Гадяцького полку (1648–1649 рр., 1687–1782 рр.), Полтавського полку (1649–1662 рр., 1672–1687 рр.), Зіньківського полку (1662–1672 рр.), Гетьманщини, що існувала у 1648—1782 роках.

## Історія
У 1724–1764 році Опішнянська сотня поділялась на дві частини — міську й сільську. За Рум'янівською ревізією 1765–1769 року уже значиться одна сотня.
Ліквідована 1782 року, територія увійшла до Чернігівського намісництва.

## Адміністративний поділ
Перша сотня:
- Опішня — містечко
- Будищечки — село
- Попівка — село
- Заїченці — село

Друга сотня:
- Опішня — містечко
- Батьки — село
- Глинське — село
- Лазьки — село
- Млини — село
- Бутунець — село (з 1765 по 1769 рік)

## Органи влади
Сотники:
- Тепличенко Сергій (1649)
- Вороненко Ярема (1670–1671)
- Леонтович Іван (1678)
- Корицький Яків (1681–1684)
- Василь Кирилович (1687–1695)
- Яковенко Петро (1695–1696)
- Корицький Роман Якович (1696)
- Лихопой Филон (1697–1703) — кошовий отаман Запорозької Січі
- Магденко Сидір Лаврентійович (1703–1708)
- Корицький Роман (1711–1725)
- Клименко Мусій (1725, І сотня)
- Магденко Яків Сидорович (1721–1722)
- Милорадович Степан (1726, ІІ сотня)
- Корицький Іван Романович (1728–1739, І сотня)
- Дем'янів Андрій (1744)
- Панченко Артем (1750–1750)